# FIFA Series 2024
FIFA Series 2024 là lần tổ chức đầu tiên của FIFA Series, một giải đấu bóng đá giao hữu của FIFA giữa các đội tuyển quốc gia đến từ các liên đoàn châu lục khác nhau. Mùa giải đầu tiên bao gồm sáu loạt đấu khác nhau diễn ra đồng loạt tại năm quốc gia chủ nhà từ ngày 21 đến ngày 26 tháng 3 năm 2024.

## Bối cảnh
Giải đấu giao hữu ban đầu được công bố là sáng kiến của FIFA vào tháng 12 năm 2022 dưới tên gọi "FIFA World Series", và sau đó được Chủ tịch FIFA Gianni Infantino xác nhận vào ngày 16 tháng 3 năm 2023, sau khi ông tái đắc cử vào vị trí này tại Đại hội FIFA lần thứ 73 ở Kigali, Rwanda. Giải đấu này quy tụ các đội tuyển quốc gia nam từ sáu liên đoàn châu lục trong một chuỗi các giải giao hữu trong thời gian diễn ra FIFA Days vào tháng 3 của mỗi năm chẵn. Giải đấu nhằm cung cấp cho các hiệp hội thành viên của FIFA "cơ hội thi đấu quan trọng" bằng cách tạo điều kiện cho họ thi đấu với các đội tuyển từ các liên đoàn khác, mà họ sẽ khó có cơ hội thi đấu với nhau thường xuyên nếu không thông qua giải đấu này. Giải đấu cũng mang lại các cơ hội thương mại và và phát triển chuyên môn lớn hơn cho các hiệp hội thành viên.
Phiên bản năm 2024 đóng vai trò là giai đoạn thử nghiệm cho giải đấu. Trong mỗi loạt trận ngoại trừ tại Ai Cập (được thêm vào sau đó), tất cả các trận đấu liên lục địa đều là cuộc gặp gỡ quốc tế đầu tiên giữa các bên.

## Các đội tham dự
Các đội tuyển sau đây đã tham gia vào giải đấu năm 2024.
| Loạt đấu      | Đội tuyển        | Liên đoàn | Thứ hạng FIFA tháng 2 năm 2024 |
| ------------- | ---------------- | --------- | ------------------------------ |
| Algeria       | Algérie          | CAF       | 43                             |
| Algeria       | Andorra          | UEFA      | 164                            |
| Algeria       | Bolivia          | CONMEBOL  | 86                             |
| Algeria       | Nam Phi          | CAF       | 58                             |
| Azerbaijan    | Azerbaijan       | UEFA      | 113                            |
| Azerbaijan    | Bulgaria         | UEFA      | 83                             |
| Azerbaijan    | Mông Cổ          | AFC       | 190                            |
| Azerbaijan    | Tanzania         | CAF       | 119                            |
| Ai Cập        | Croatia          | UEFA      | 10                             |
| Ai Cập        | Ai Cập           | CAF       | 36                             |
| Ai Cập        | New Zealand      | OFC       | 103                            |
| Ai Cập        | Tunisia          | CAF       | 41                             |
| Ả Rập Xê Út A | Campuchia        | AFC       | 179                            |
| Ả Rập Xê Út A | Cabo Verde       | CAF       | 65                             |
| Ả Rập Xê Út A | Guinea Xích Đạo  | CAF       | 79                             |
| Ả Rập Xê Út A | Guyana           | CONCACAF  | 157                            |
| Ả Rập Xê Út B | Bermuda          | CONCACAF  | 171                            |
| Ả Rập Xê Út B | Brunei           | AFC       | 194                            |
| Ả Rập Xê Út B | Guinée           | CAF       | 76                             |
| Ả Rập Xê Út B | Vanuatu          | OFC       | 170                            |
| Sri Lanka     | Bhutan           | AFC       | 184                            |
| Sri Lanka     | Trung Phi        | CAF       | 129                            |
| Sri Lanka     | Papua New Guinea | OFC       | 165                            |
| Sri Lanka     | Sri Lanka        | AFC       | 204                            |

### Theo liên đoàn
| Liên đoàn | Số đội |
| --------- | ------ |
| AFC       | 5      |
| CAF       | 9      |
| CONCACAF  | 2      |
| CONMEBOL  | 1      |
| OFC       | 3      |
| UEFA      | 4      |

## Địa điểm
| Quốc gia    | Thành phố             | Sân vận động                             | Sức chứa |
| ----------- | --------------------- | ---------------------------------------- | -------- |
| Algérie     | Algiers               | Sân vận động Nelson Mandela              | 40.784   |
| Algérie     | Annaba                | Sân vận động 19 tháng 5 năm 1956         | 56.000   |
| Azerbaijan  | Baku                  | Dalga Arena                              | 6.500    |
| Azerbaijan  | Baku                  | Sân vận động Cộng hòa Tofiq Bahramov     | 31.200   |
| Ai Cập      | Cairo                 | Sân vận động Quốc tế Cairo               | 75.000   |
| Ai Cập      | Thủ đô Hành chính Mới | Sân vận động Thủ đô Hành chính Mới       | 93.940   |
| Ả Rập Xê Út | Jeddah                | Thành phố Thể thao Nhà vua Abdullah      | 62.345   |
| Ả Rập Xê Út | Jeddah                | Sân vận động Hoàng tử Abdullah Al-Faisal | 27.000   |
| Sri Lanka   | Colombo               | Trường đua Colombo                       | 10.000   |

## Các loạt đấu
Các loạt đấu được tổ chức như những trận giao hữu quốc tế. Chỉ có loạt trận của Ai Cập áp dụng thể thức loại trực tiếp, với đội chiến thắng được xác định bằng loạt sút luân lưu nếu hòa.
Tất cả thời gian được liệt kê đều là giờ địa phương. Liên đoàn châu lục của mỗi đội tuyển được ghi trong ngoặc đơn.

### Algérie
Loạt đấu FIFA Series: Algérie diễn ra tại Annaba và Algiers từ ngày 21 đến ngày 26 tháng 3 năm 2024, với sự tham gia của đội chủ nhà Algérie (CAF), Andorra (UEFA), Bolivia (CONMEBOL) và Nam Phi (CAF).  
Ban đầu, giải đấu dự kiến sẽ được tổ chức theo một thể thức khác, với vòng bán kết được tổ chức tại Oran và Annaba trong khi trận chung kết được tổ chức tại Algiers. Albania cũng được dự kiến tham gia nhưng đã từ chối do vướng lịch đấu giao hữu ở châu Âu, và họ được thay thế bằng Andorra.
| VT | Đội         | ST | T | H | B | BT | BB | HS | Đ |
| -- | ----------- | -- | - | - | - | -- | -- | -- | - |
| 1  | Algérie (H) | 2  | 1 | 1 | 0 | 6  | 5  | +1 | 4 |
| 2  | Bolivia     | 2  | 1 | 0 | 1 | 3  | 3  | 0  | 3 |
| 3  | Nam Phi     | 2  | 0 | 2 | 0 | 4  | 4  | 0  | 2 |
| 4  | Andorra     | 2  | 0 | 1 | 1 | 1  | 2  | −1 | 1 |

| Andorra         | 1–1      | Nam Phi     |
| --------------- | -------- | ----------- |
| R. Fernández 5' | Chi tiết | Mokwana 25' |

| Algérie                                 | 3–2      | Bolivia                       |
| --------------------------------------- | -------- | ----------------------------- |
| - Gouiri 43' - Benzia 79' - Mandi 90+3' | Chi tiết | - Algarañaz 47' - Sagredo 70' |

| Bolivia  | 1–0      | Andorra |
| -------- | -------- | ------- |
| Vaca 13' | Chi tiết |         |

| Algérie                         | 3–3      | Nam Phi                          |
| ------------------------------- | -------- | -------------------------------- |
| - Benzia 22', 70' - Brahimi 53' | Chi tiết | - Zwane 34', 45+5' - Rayners 66' |

### Azerbaijan
Loạt đấu FIFA Series: Azerbaijan diễn ra tại Baku vào ngày 22 và 25 tháng 3 năm 2024, với sự tham gia của đội chủ nhà Azerbaijan (UEFA), Bulgaria (UEFA), Mông Cổ (AFC) và Tanzania (CAF).
| VT | Đội            | ST | T | H | B | BT | BB | HS | Đ |
| -- | -------------- | -- | - | - | - | -- | -- | -- | - |
| 1  | Bulgaria       | 2  | 1 | 1 | 0 | 2  | 1  | +1 | 4 |
| 2  | Azerbaijan (H) | 2  | 1 | 1 | 0 | 2  | 1  | +1 | 4 |
| 3  | Tanzania       | 2  | 1 | 0 | 1 | 3  | 1  | +2 | 3 |
| 4  | Mông Cổ        | 2  | 0 | 0 | 2 | 0  | 4  | −4 | 0 |

| Tanzania | 0–1      | Bulgaria     |
| -------- | -------- | ------------ |
|          | Chi tiết | Despodov 52' |

| Azerbaijan        | 1–0      | Mông Cổ |
| ----------------- | -------- | ------- |
| Mustafazadə 90+1' | Chi tiết |         |

| Tanzania                            | 3–0      | Mông Cổ |
| ----------------------------------- | -------- | ------- |
| - John 49' - Sopu 62' - Miroshi 76' | Chi tiết |         |

| Azerbaijan   | 1–1      | Bulgaria    |
| ------------ | -------- | ----------- |
| Qurbanlı 87' | Chi tiết | Krastev 59' |

### Ai Cập (ACUD Cup)
Loạt đấu FIFA Series: Ai Cập, cũng được gọi là Cúp bóng đá quốc tế ACUD, diễn ra tại Cairo và Thủ đô Hành chính Mới vào các ngày 22, 23 và 26 tháng 3 năm 2024, với sự tham gia của đội chủ nhà Ai Cập (CAF), Croatia (UEFA), New Zealand (OFC) và Tunisia (CAF).
Giải đấu này vốn không phải là một phần của FIFA Series, mà là một sự kiện cúp riêng biệt được gọi là Cúp Winsunited (Cúp W), dự kiến thi đấu tại Abu Dhabi, Các Tiểu vương quốc Ả Rập Thống nhất. Tuy nhiên, vì vấn đề tài trợ, giải đấu đã được chuyển đến Ai Cập vào ngày 14 tháng 3 năm 2024, và trở thành một phần của FIFA Series.
Croatia đã giành ngôi vô địch của giải đấu sau chiến thắng 4–2 trước đội chủ nhà Ai Cập trong trận chung kết.
|  | Bán kết                          | Bán kết |                                  |       | Chung kết | Chung kết |
|  |                                  |         |                                  |       |           |           |
|  | 22 March – Thủ đô Hành chính Mới |         |                                  |       |           |           |
|  |                                  |         |                                  |       |           |           |
|  | Ai Cập                           | 1       |                                  |       |           |           |
|  | Ai Cập                           | 1       | 26 March – Thủ đô Hành chính Mới |       |           |           |
|  | New Zealand                      | 0       |                                  |       |           |           |
|  | New Zealand                      | 0       | Ai Cập                           | 2     |           |           |
|  | 23 March – Cairo                 |         | Ai Cập                           | 2     |           |           |
|  |                                  | Croatia | 4                                |       |           |           |
|  | Tunisia                          | Croatia | 4                                | 0 (4) |           |           |
|  | Tunisia                          |         |                                  | 0 (4) |           |           |
|  | Croatia (p)                      | 0 (5)   |                                  |       |           |           |
|  | Croatia (p)                      | 0 (5)   | Play-off tranh hạng ba           |       |           |           |
|  |                                  |         |                                  |       |           |           |
|  | 26 March – Cairo                 |         |                                  |       |           |           |
|  |                                  |         |                                  |       |           |           |
|  | New Zealand                      | 0 (2)   |                                  |       |           |           |
|  | New Zealand                      | 0 (2)   |                                  |       |           |           |
|  | Tunisia (p)                      | 0 (4)   |                                  |       |           |           |

#### Bán kết
| Ai Cập              | 1–0      | New Zealand |
| ------------------- | -------- | ----------- |
| Mohamed 29' (ph.đ.) | Chi tiết |             |

| Tunisia                                                                | 0–0      | Croatia                                                                            |
| ---------------------------------------------------------------------- | -------- | ---------------------------------------------------------------------------------- |
|                                                                        | Chi tiết |                                                                                    |
| Loạt sút luân lưu                                                      |          |                                                                                    |
| - Ben Romdhane - Laïdouni - Abdi - Jelassi - Ltaief - Jaziri - Haddadi | 4–5      | - Vlašić - Kramarić - Petković - Majer - Mari. Pašalić - Juranović - Marc. Pašalić |

#### Play-off tranh hạng ba
| New Zealand                          | 0–0      | Tunisia                                  |
| ------------------------------------ | -------- | ---------------------------------------- |
|                                      | Chi tiết |                                          |
| Loạt sút luân lưu                    |          |                                          |
| - Waine - Barbarouses - Just - Rufer | 2–4      | - Ben Romdhane - Laïdouni - Abdi - Ghram |

#### Chung kết
| Ai Cập                        | 2–4      | Croatia                                                |
| ----------------------------- | -------- | ------------------------------------------------------ |
| - Rabia 6' - Abdelmonem 90+4' | Chi tiết | - Vlašić 21' - Petković 57' - Kramarić 77' - Majer 86' |

### Ả Rập Xê Út A
Loạt đấu FIFA Series: Ả Rập Xê Út A diễn ra tại Jeddah từ ngày 21 đến ngày 26 tháng 3 năm 2024 với sự tham gia của các đội tuyển Campuchia (AFC), Cape Verde (CAF), Guinea Xích Đạo (CAF) và Guyana (CONCACAF).
| VT | Đội             | ST | T | H | B | BT | BB | HS | Đ |
| -- | --------------- | -- | - | - | - | -- | -- | -- | - |
| 1  | Cabo Verde      | 2  | 2 | 0 | 0 | 2  | 0  | +2 | 6 |
| 2  | Guyana          | 2  | 1 | 0 | 1 | 4  | 2  | +2 | 3 |
| 3  | Guinea Xích Đạo | 2  | 1 | 0 | 1 | 2  | 1  | +1 | 3 |
| 4  | Campuchia       | 2  | 0 | 0 | 2 | 1  | 6  | −5 | 0 |

| Cabo Verde | 1–0      | Guyana |
| ---------- | -------- | ------ |
| Mendes 2'  | Chi tiết |        |

| Guinea Xích Đạo          | 2–0      | Campuchia |
| ------------------------ | -------- | --------- |
| - Nlavo 10' - Joanet 36' | Chi tiết |           |

| Cabo Verde | 1–0      | Guinea Xích Đạo |
| ---------- | -------- | --------------- |
| Cabral 64' | Chi tiết |                 |

| Guyana                                                 | 4–1      | Campuchia    |
| ------------------------------------------------------ | -------- | ------------ |
| - Glasgow 20', 59' (ph.đ.) - Lovell 80' - Khedoo 90+2' | Chi tiết | Chanthea 53' |

### Ả Rập Xê Út B
Loạt đấu FIFA Series: Ả Rập Xê Út B diễn ra tại Jeddah từ ngày 21 đến ngày 26 tháng 3 năm 2024 với sự tham gia của các đội tuyển Bermuda (CONCACAF), Brunei (AFC), Guinea (CAF) và Vanuatu (OFC).
Curaçao cũng được dự kiến tham gia, nhưng cuối cùng họ đã được thay thế bằng Bermuda.
| VT | Đội     | ST | T | H | B | BT | BB | HS  | Đ |
| -- | ------- | -- | - | - | - | -- | -- | --- | - |
| 1  | Guinée  | 2  | 2 | 0 | 0 | 11 | 1  | +10 | 6 |
| 2  | Brunei  | 2  | 1 | 0 | 1 | 3  | 4  | −1  | 3 |
| 3  | Bermuda | 2  | 1 | 0 | 1 | 3  | 5  | −2  | 3 |
| 4  | Vanuatu | 2  | 0 | 0 | 2 | 2  | 9  | −7  | 0 |

| Guinée                                                                        | 6–0      | Vanuatu |
| ----------------------------------------------------------------------------- | -------- | ------- |
| - Sylla 9' (ph.đ.), 63' - Diawara 10' - O. Camara 18' - Kané 39' (ph.đ.), 58' | Chi tiết |         |

| Bermuda                           | 2–0      | Brunei |
| --------------------------------- | -------- | ------ |
| - Todd 82' - Parfitt-Williams 88' | Chi tiết |        |

| Guinée                                                                | 5–1      | Bermuda  |
| --------------------------------------------------------------------- | -------- | -------- |
| - Sylla 11' - M. Bangoura 48' - Diawara 51' - J. Keita 61' - Kané 70' | Chi tiết | Bean 15' |

| Vanuatu                | 2–3      | Brunei                                       |
| ---------------------- | -------- | -------------------------------------------- |
| - Kalo 38' - Iawak 71' | Chi tiết | - Syafiq 53' - Nur Ikhwan 73' - Hakeme 90+4' |

### Sri Lanka
Loạt đấu FIFA Series: Sri Lanka diễn ra tại Colombo vào ngày 22 và 25 tháng 3 năm 2024, với sự tham gia của đội chủ nhà Sri Lanka (AFC), Bhutan (AFC), Cộng hòa Trung Phi (CAF) và Papua New Guinea (OFC).
Giải đấu này là sự kế thừa cho Giải bóng đá tứ hùng Sri Lanka 2021, cũng được tổ chức tại cùng địa điểm.
| VT | Đội              | ST | T | H | B | BT | BB | HS  | Đ |
| -- | ---------------- | -- | - | - | - | -- | -- | --- | - |
| 1  | Trung Phi        | 2  | 2 | 0 | 0 | 10 | 0  | +10 | 6 |
| 2  | Sri Lanka (H)    | 2  | 1 | 1 | 0 | 2  | 0  | +2  | 4 |
| 3  | Papua New Guinea | 2  | 0 | 1 | 1 | 0  | 4  | −4  | 1 |
| 4  | Bhutan           | 2  | 0 | 0 | 2 | 0  | 8  | −8  | 0 |

| Trung Phi                                                              | 6–0      | Bhutan |
| ---------------------------------------------------------------------- | -------- | ------ |
| - Toropité 16' - Baboula 48', 90+3' - Namnganda 49', 64' - Dangabo 56' | Chi tiết |        |

| Sri Lanka | 0–0      | Papua New Guinea |
| --------- | -------- | ---------------- |
|           | Chi tiết |                  |

| Trung Phi                                          | 4–0      | Papua New Guinea |
| -------------------------------------------------- | -------- | ---------------- |
| - Yawanendji-Malipangou 11' - Godame 25', 43', 78' | Chi tiết |                  |

| Sri Lanka                    | 2–0      | Bhutan |
| ---------------------------- | -------- | ------ |
| - De Silva 46' - Kelaart 54' | Chi tiết |        |

## Cầu thủ ghi bàn
Đã có 68 bàn thắng ghi được trong 24 trận đấu, trung bình 2.83 bàn thắng mỗi trận đấu.
3 bàn thắng
- Yassine Benzia
- Tieri-Teddy Godame
- Mamadou Kané
- Morlaye Sylla

2 bàn thắng
- Vénuste Baboula
- Karl Namnganda
- Kandet Diawara
- Omari Glasgow
- Themba Zwane

1 bàn thắng
- Yacine Brahimi
- Amine Gouiri
- Aïssa Mandi
- Ricard Fernández
- Bəhlul Mustafazadə
- Musa Qurbanlı
- Jai Bean
- Djair Parfitt-Williams
- Aundè Todd
- Carmelo Algarañaz
- José Sagredo
- Ramiro Vaca
- Hakeme Yazid Said
- Nur Ikhwan Othman
- Syafiq Safiuddin Shariff
- Kiril Despodov
- Filip Krastev
- Sieng Chanthea
- Jovane Cabral
- Ryan Mendes
- Hamissou Dangabo
- Trésor Toropité
- Christian-Theodor Yawanendji-Malipangou
- Andrej Kramarić
- Lovro Majer
- Bruno Petković
- Nikola Vlašić
- Mohamed Abdelmonem
- Mostafa Mohamed
- Ramy Rabia
- Joanet
- Luis Nlavo
- Ousmane Camara
- Mohamed Bangoura
- Jules Keita
- Ryan Khedoo
- Leo-Orion Lovell
- Elias Mokwana
- Iqraam Rayners
- Dillon De Silva
- Oliver Kelaart
- Kelvin John
- Novatus Miroshi
- Abdul Sopu
- Bong Kalo
- Joe Moses